# Доходный дом В. С. Баскакова
Доходный дом В. С. Баскакова — дом Василия Степановича Баскакова, построенный в 1910 году по проекту архитектора О. Г. Пиотровича. Расположен в Москве по адресу Дегтярный переулок, дом № 6, стр. 2. Этажность — 5 этажей.

## История

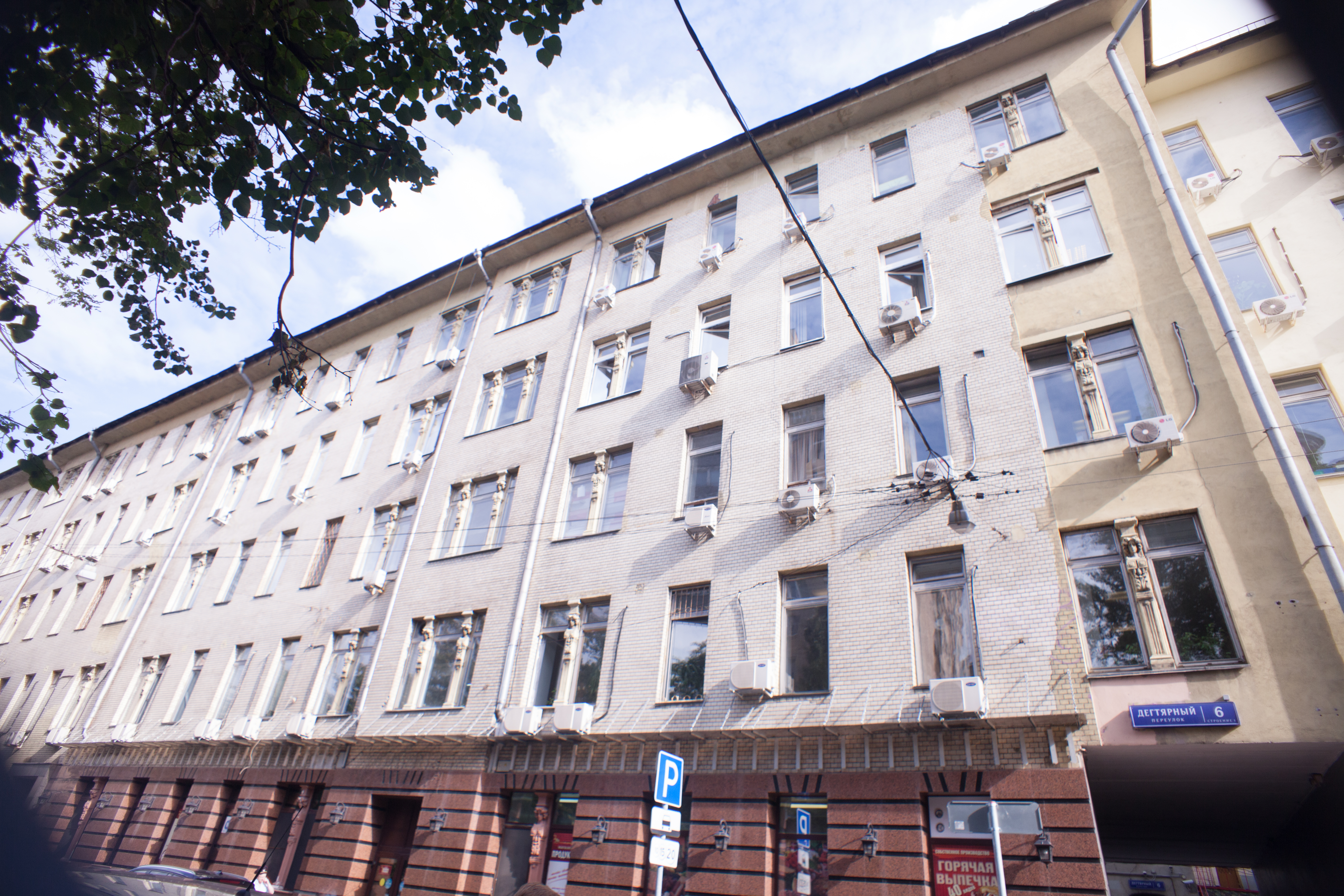
Дегтярный пер., д. 6

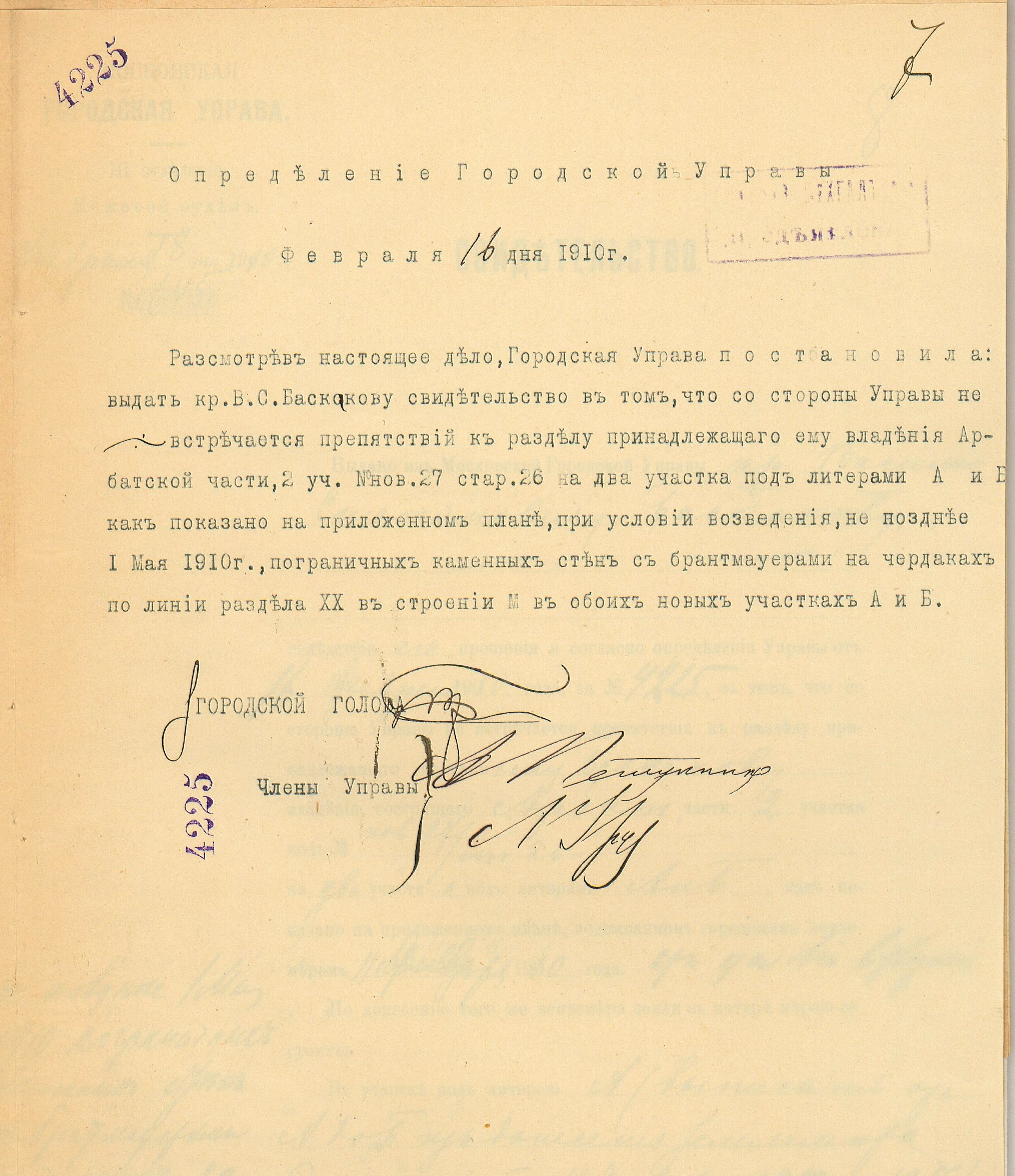
Определение городской управы от 16 февраля 1910 г.

Пятиэтажное здание было построено в 1910 году по проекту архитектора О. Г. Пиотровича.
В 1920-х—1930-х годах здесь жила актриса О. А. Жизнева, в 1931—1983 годах — литературовед В. И. Глоцер, в 1930-х годах — пионер дзюдо в России и создатель самбо и российский «первооткрыватель» дзюдо В. С. Ощепков. В этом доме также проживали Барышева Татьяна Семёновна (1896—1979), актриса театра и кино. и Блейман Михаил Юрьевич (1904—1973), сценарист, критик и теоретик кино, режиссёр театра им. Моссовета
В 2021 году в этом доме начались работы по капитальному ремонту, которые финансируются частным инвестором.

## Описание

Схема-план здания Доходного дома В. С. Баскакова, составленный архитектором О. Г. Пиотрович

Это кирпичное здание с аркой было построено в начале XX века (относится к 1910 году). Автор проекта — О. Г. Пиотрович. На фасаде дома почти нет пластических элементов, что говорит о смещении эстетических представлений в пользу функциональности. Композиция фасада сооружения, почти лишенная пластических акцентов, интересна своей простотой, свидетельствующей о постепенном изменении эстетических ориентиров в архитектуре, об органичном формировании формального языка функционализма. Плоскость фасадной стены построена на ритмике оконных проемов.
Домовладение представляет собой два симметричных флигеля с пешеходными арками по краям
Рядом расположены такие здания как Особняк Зиминых, Доходный дом А. А. Шешкова, Особняк Е. И. Залогиной, Особняк А. С. Бер. Из достопримечательностей: Московский государственный театр «Ленком Марка Захарова», Государственный академический театр имени Моссовета, Музей современной истории России, Сад Эрмитаж, Большой театр, Кремль, Патриаршие пруды и др.